# Харамса, Кшиштоф
Кшиштоф Олаф Харамса (пол. Krzysztof Charamsa; род. 5 августа 1972, Гдыня) — польский правозащитник, теолог со специализацией на догматическом и основном богословии и богословской методологии, писатель и поэт, бывший священнослужитель Римско-католической церкви. В 2011—2015 годах служил вторым секретарём Международной теологической комиссии в Конгрегации доктрины веры в Риме. В 2015 году в Ватикане совершил камин-аут, выступив против диффамации гомосексуальных людей в Римско-католической церкви, за что был уволен со всех должностей и лишён сана священника.

## Биография
Родился 5 августа 1972 года в Гдыне в семье экономиста и домохозяйки. Рано потерял отца и воспитывался матерью. Окончив школу в 1991 году, поступил в высшую духовную семинарию в Пелплине. В 1993—1997 годах обучался на католическом теологическом факультете в городе Лугано в Швейцарии. 28 июня 1997 года был рукоположен в сан священника. В 2002 году защитил докторскую степень в Папском григорианском университете в Риме. В 2004—2015 годах преподавал богословие в Папской читальне Царицы Апостолов; в 2004—2015 годах — в Папском григорианском университете. С 2003 по 2015 год служил в Конгрегации доктрины веры. В 2008 году был назначен прелатом римского папы. С 2011 по 2015 год был вторым секретарём Международной теологической комиссии. Постановление папы Бенедикта XVI от 2005 года о том, что даже целебатный гомосексуал не может быть священником, побудило его к каминг-ауту, «чтобы защитить себя».
В преддверии второй сессии Синода епископов о семье, который должен был начаться 4 октября 2015 года, в интервью для польского документального фильма о кампании брачного равенства в Польше Харамса сказал о своей гомосексуальной ориентации. Его признание привлекло внимание средств массовой информации, и в вскоре в интервью итальянской газете «Вечерний вестник», он сказал: «Я хочу, чтобы Церковь и моя община знали, кто я — гей-священник, который счастлив и гордится своей индивидуальностью. Я готов платить за последствия своего признания, но пришло время, чтобы Церковь открыла глаза и поняла, что предлагать верующим гомосексуалам полное воздержание и жизнь без любви, бесчеловечно» . Харамса также сказал, что у него есть партнёр.
Федерико Ломбарди, директор пресс-службы Святого Престола, признал, что, хотя он уважает личную позицию священника, «решение Харамсы сделать столь резкое заявление накануне открытия Синода кажется очень серьезным и безответственным, поскольку оно стало причиной излишнего давления СМИ на епископов накануне ассамблеи». Ватикан немедленно уволил Харасму с его преподавательских должностей и постов в Папской курии. 21 октября 2015 года епископ Рышард Касына из Пелплина, епархии, в которой был рукоположен Харамса, отстранил его от священства, запретив ему совершать таинства и носить клерикальную одежду. Священник был вынужден покинуть монастырь в Риме, где он жил в течение многих лет, служа капелланом.
Некоторые ЛГБТ- организации подвергли критике Харамсу за то, что он занял конфронтационную позицию, которая, по их мнению, могла бы нанести ущерб другим усилиям гомосексуального сообщества, направленным на признание прав ЛГБТ-людей Церковью.
Вскоре после окончания Синода, Харамса опубликовал письмо, которое отправил папе Франциску. Он обвинил церковь в «превращении жизни в ад» для миллионов геев-католиков. Он написал, что надеется, что римский папа поймёт страдания священников-гомосексуалов, и поблагодарил его за некоторые слова и жесты по отношению к геям. Тем не менее, он подверг критике католическую церковь за то, что она «часто жестоко гомофобна» и «нечувствительна, несправедлива и жестока» по отношению к геям, несмотря на то, что, по утверждению Харамсы, в Церкви есть значительное число геев на всех уровнях, включая коллегию кардиналов. Он призвал отозвать все заявления Святого Престола, оскорбительные и жестокие по отношению к геям, например, заявление папы Бенедикта XVI от 2005 года, запрещающее мужчинам с глубоко укоренившимися гомосексуальными наклонностями становиться священниками. Он сказал, что характеристика понтификом гомосексуализма как «сильной тенденции, ведущей к внутреннему моральному злу» является «дьявольской».
Он также дал оценку работе Синода, сформулировавших отношение Церкви к геям и лесбиянкам. Харамса критиковал Синод за воссоздание стереотипов о геях. Он сказал: «Если Церковь не способна серьезно и с научной точки зрения говорить о гомосексуализме и включить его в свои доктрины, все жесты Святого Отца и теплые слова о геях пусты». Он процитировал кардинала Роберта Сару, который сказал Синоду: «Нацистскому фашизму и коммунизму в XX веке, ныне подобны западные идеологии гомосексуализма и абортов и исламский фанатизм». Харамса прокомментировал: «Никто публично не сказал ни слова против этих клеветнических предложений. Какое уважение это проявляет ко всем нам?»
Когда его спросили, планирует ли он сочетаться браком со своим партнёром, Харамса сказал, что брак является «частью динамики любви, и я благодарю Бога, что живу в веке, когда это возможно, благодаря гомосексуальному движению и благодаря многим гомосексуальным мученикам». Он также выступил в защиту о времени своего каминг-аута в канун Синода: «Многие люди говорили, что оно (признание) было настолько впечатляющим, настолько большим, что состоялось не вовремя. К этим людям у меня возникает вопрос: когда это будет? хорошее время, чтобы совершить каминг-аут в церкви? Когда? После Синода? Ответ: «никогда». Правильное время для каминг-аута (в церкви) это никогда».
Харамса поддерживает права геев и однополые браки, а также поддерживает милосердие и прощение по отношению к женщинам, которые сделали аборт. Он считает, что священники с гарантированным доходом и отсутствием давления со стороны семьи не могут понять давление, которое заставляет бедных женщин делать аборты.  Он не верит, что фраза «гей-лобби» отражает опыт гомосексуалов в Папской курии: «Я встречал гомосексуальных священников, часто изолированных, как и я, но без партнёров».

## Сочинения
- L'immutabilità di Dio. L'insegnamento di San Tommaso d'Aquino nei suoi sviluppi presso i commentatori scolastici, Editrice Gregoriana, Rom 2002.
- Davvero Dio soffre? La Tradizione e l'insegnamento di San Tommaso, Edizioni Studio Domenicano, Bologna 2003 (ISBN 88-7094-485-9).
- Il Rosario – una scuola di preghiera contemplativa, Libreria Editrice Vaticana, Città del Vaticano 2003 (ISBN 88-209-7435-5).
- Percorsi di formazione sacerdotale, Libreria Editrice Vaticana, Città del Vaticano 2005, con G. Borgonovo (ISBN 88-209-7694-3).
- Eucaristia e libertà, Libreria Editrice Vaticana, Città del Vaticano 2006, con G. Borgonovo (ISBN 88-209-7838-5).
- La voce della fede cristiana. Introduzione al Cristianesimo di Joseph Ratzinger – Benedetto XVI, 40 anni dopo, ART, Rom 2009, con N. Capizzi (ISBN 978-88-89174-89-0).
- Abitare la Parola. In compagnia della Madre del Verbo, Editrice Rogate, Roma 2011 (ISBN 978-88-8075-402-2).
- Virtù e vocazione. Un cammino mariano, Editrice Rogate, Roma 2014 (ISBN 978-88-8075-426-8).
- La Prima Pietra. Io, prete gay, e la mi ribellione all'ipocrisia della Chiesa (Autobiography), Rizzoli, Milan 2016 (ISBN 978-88-1709-021-6)